# Оборона Козельська
Оборона Козельська — одна з головних подій Західного походу монголів, внаслідок якої монгольське військо хана Батия у травні 1238 року взяло місто Козельськ, яке належало Чернігівському князівству, та знищило його.

## Передумови
У 1236 році почався Західний (Кипчацький) похід монголів. Після захоплення Волзької Болгарії монгольське військо рушило на північно-східні князівства Русі.
Взявши 5 березня 1238 року Торжок, монголи пішли на Новгород, проте, не дійшовши до міста близько 100 верст, повернули на південь. Далі вони поділилися на дві частини і так продовжили свій похід. Частини на чолі з Када'аном та Бурі рушили через Рязанське князівство. Основні сили на чолі із Батиєм та Субедеєм рушили в напрямку Чернігівського князівства.
Обійшовши Смоленськ, монголи повернули на південь у напрямку Козельська.

## Хід облоги
На момент приходу монголів під Козельськ містом правив дванадцятирічний козельський князь Василь Іванович. Місто було добре укріплене валами та дерев'яними мурами на них. Проте монголи володіли потужною облоговою технікою, яка могла легко знищити всі міські укріплення.
Дізнавшись про прихід ворогів під Козельськ, міщани зібрались на віче, на якому одностайно вирішили:
|  | Якщо і князь наш малолітній, то помремо за нього |

Монголи взяли місто у облогу, що тривала сім тижнів.
Козельськ опирався довго і потужно. Завдяки стінобитним машинам монголи змогли знищити частину дерев'яних захисних мурів, зведених навколо міста на земляних валах, та піднятися на них. Як повідомляє Никифорівський літопис, міщанами було прийнято рішення влаштувати вилазку за місто. У ході вилазки було вбито близько 4000 монголів.
|  | І ті, хто вийшов з міста, поруйнували метавки і спалили їх, і напали на табір їхній, і вбили татар 4000, самі будучи вбитими... І вбили у татар синів темників трьох... |

Перський історик Рашид-ад-Дін Фазлуллах, розповідаючи історію взяття Козельська, повідомляє, що воно було взято тільки після приходу під місто сил Када'ана та Бурі. Літопис повідомляє, що Козельськ був захоплений і жорстоко спалений Батиєм, а його населення було вирізано повністю.
За повідомленням літопису, після облоги Козельська хан Батий назвав його «Злим містом» за довгу і відчайдушну боротьбу міщан проти знищення свого міста.
Козельськ оборонявся протягом семи тижнів. Серед усіх міст Русі за тривалістю облоги монгольськими війська Козельськ поступається тільки Києву, де облога тривала від 11 до 13 тижнів.
Наприкінці XIX століття, під час будівництва залізничної дороги, поблизу Козельська було знайдено поховання з 267 черепів.